# Jackson Rathbone
Monroe Jackson Rathbone V (Singapura, 14 de dezembro de 1984) é um ator e músico norte-americano nascido em Singapura. Ficou conhecido por papéis como Justin Edwards na série The O.C., Jasper Hale nos filmes da franquia de vampiros Twilight e Sokka, em O Último Mestre do Ar. É integrante da banda 100 Monkeys, formada com amigos do colegial.

## Biografia
Rathbone nasceu em Singapura e tem vivido em lugares que vão desde a Indonésia à Midland, no Texas. O grande número de mudanças se deve ao trabalho de seu pai. Ele começou no teatro local em Midland com os jovens atores do programa "A Pickwick Players", inicialmente fazendo teatro musical. Ele participou da Interlochen Arts Academy, uma escola particular de artes em Michigan, onde se especializou em representação.

## Carreira
Rathbone foi convidado para papéis em The O.C. e Close to Home. Também trabalhou abrangentemente no Disney 411 e entrevistou personalidades como Hilary Duff. Em 2005 e 2006 interpretou Nicholas Fiske, na série Beautiful People.[carece de fontes?] Entre 2008 e 2010, Jackson interpretou o vampiro Jasper Hale nos filmes Crepúsculo, Lua Nova e Eclipse. O ator retornou ao papel para a conclusão da franquia, nos filmes Amanhecer (parte I) e Amanhecer (parte II).
Ele foi convidado para interpretar o personagem Sokka no filme O Último Mestre do Ar, baseado no desenho Avatar, lançado em 2010.
Rathbone também participa de uma banda chamada 100 Monkeys, que formou com dois amigos da Interlochen Arts Academy, Ben Graupner e Ben Johnson, bem como os  amigos íntimos Jerad Anderson e Lawrence M. Abrams. Monroe Jackson Rathbone, seu filho com a dançarina Burlesca Sheila Hafsadi, 25, nasceu em 5 de julho. "Agora sou o pai que constantemente beija o bebê. Mal posso esperar que ele me chame de papai", disse a revista PEOPLE.

## Filmografia
| Ano  | Título                          | Papel             | Nota     |
| ---- | ------------------------------- | ----------------- | -------- |
| 2005 | River's End                     | Jimmy Hopkins     |          |
| 2005 | Close to Home                   | Scott Fields      | TV       |
| 2006 | Pray for Morning                | Connor            |          |
| 2006 | The O.C.                        | Justin Edwards    | TV       |
| 2006 | Beautiful People                | Nicholas Fiske    | TV       |
| 2007 | The Valley of Light             | Travis            |          |
| 2007 | The War at Home                 | Dylan             | TV       |
| 2007 | Big Stan                        | Robbie the Hippie |          |
| 2008 | Senior Skip Day                 | Snippy            |          |
| 2008 | Hurt                            | Conrad Coltrane   |          |
| 2008 | Young Again                     | Ethan Corroe      |          |
| 2008 | Twilight                        | Jasper Hale       |          |
| 2009 | DaZe: Vol. Too (sic) - NonSeNse | Jehosefat         |          |
| 2009 | S. Darko                        | Jeremy Daniels    |          |
| 2009 | Criminal Minds                  | Adam Jackson      | TV       |
| 2009 | Dread                           | Stephen Grace     |          |
| 2009 | New Moon                        | Jasper Hale       |          |
| 2010 | O Último Mestre do Ar           | Sokka             |          |
| 2010 | Eclipse                         | Jasper Hale       |          |
| 2010 | Girlfriend                      | Russ              |          |
| 2011 | Aim High                        | Nick Green        | Websérie |
| 2011 | Breaking Dawn - Part 1          | Jasper Hale       |          |
| 2012 | Breaking Dawn - Part 2          | Jasper Hale       |          |
| 2013 | White Collar                    | Nate Osbourne     | TV       |
| 2015 | Finding Carter                  | Jared             | TV       |
| 2018 | Samson                          | Rallah            |          |